# Matt & Kim (álbum)
Matt & Kim es el álbum debut de la banda de Brooklyn Matt & Kim. Fue lanzado el 24 de octubre de 2006 en el sello Iheartcomix.

## Lista de canciones
1. "It's a Fact (Printed Stained)" – 2:15
2. "Dash After Dash" – 3:40
3. "Yea Yeah" – 3:26
4. "Ready? OK." – 2:12
5. "No More Long Years" – 3:03
6. "5K" – 2:10
7. "Grand" – 1:41
8. "Frank" – 2:44
9. "Someday" – 3:01
10. "Light Speed" – 2:48
11. "Bonus Track 1" – 2:13 (comienza después de 60 segundos de silencio)

## Vídeo musical
Vídeos musicales fueron hechos para las canciones "Yea Yeah" y "5K", aunque la versión de "5K" fue usada en el vídeo musical de su primer EP, To/From.